# Maria Radner
Maria Radner, właśc. Maria Friderike Radnera (ur. 7 maja 1981 w Düsseldorfie, zm. 24 marca 2015 w Prads-Haute-Bléone) – niemiecka śpiewaczka operowa.

## Życiorys
Pochodziła z Düsseldorfu. Światowe uznanie przyniósł jej występ w dramacie Zmierzch Bogów Richarda Wagnera na deskach Metropolitan Opera w Nowym Jorku w 2012 roku oraz w operze Richarda Straussa pt. Kobieta bez cienia w Teatro alla Scala w Mediolanie. Zginęła 24 marca 2015 roku wraz z mężem i dzieckiem w wypadku samolotu podczas lotu z Barcelony do Düsseldorfu.